# ويليام ميلر (مجدف)
ويليام ميلر (بالإنجليزية: William Miller)‏ هو مجدف أمريكي، ولد في 16 مارس 1905 في فيلادلفيا في الولايات المتحدة، وتوفي في مايو 1985 في Carlisle, Pennsylvania ‏ في الولايات المتحدة.

## وصلات خارجية
- ويليام ميلر على موقع الاتحاد الدولي للتجديف (الإنجليزية)
- ويليام ميلر على موقع اللجنة الأولمبية الدولية (الإنجليزية)
- ويليام ميلر على موقع أوليمبيديا (الإنجليزية)